# Turbativa violenta del possesso di cose immobili
La turbativa del possesso (più precisamente turbativa violenta del possesso di cose immobili) è il reato previsto dall'art. 634 del codice penale italiano, per il quale chi turba con violenza o minaccia l'altrui pacifico possesso di cose immobili, è punito con la reclusione fino a due anni, oltre al pagamento di una multa.
Il fatto commesso da più di dieci persone è considerato compiuto con violenza o minaccia.
La Corte di cassazione ha riconosciuto rientrare nella previsione della norma anche situazioni possessorie riferibili alle servitù.
In mancanza della violenza o della minaccia, può sussistere il reato di cui all'art. 633 C.P. invasione di terreni o edifici.